# Clemente Ruta
Clemente Ruta (Parma, 9 maggio 1685 – 11 novembre 1767) è stato un pittore italiano.

## Biografia
Clemente Ruta nasce a Parma nel 1685. Nella sua carriera artistica, collocabile temporalmente nel primo quarto del XVIII secolo, troviamo la maggior parte delle opere prodotte nella provincia natia (Parma). Vanno ricordate però anche altre opere, come gli affreschi nell'appartamento di Carolina Bonaparte a Portici.
Esperto d'arte, nel 1739 pubblicò la prima guida artistica della propria città, intitolata Guida ed esatta notizia a' forastieri delle più eccellenti pitture che sono in molte chiese della città di Parma.
Il pittore parmigiano morirà, alla veneranda età di 82 anni, il giorno 11 novembre 1767.

## Le opere (parziale)
- Morte di San Francesco Saverio, olio su tela.
- Affreschi nell'appartamento di Carolina Bonaparte, Portici.
- Stanza dorata - boudoir regale, reggia di Portici.
- Natività, Visitazione - Museo Nazionale di Capodimonte, Napoli.
- Il ciclo di Debora e Giaele - Palazzo Casati, Piacenza.
- Gesù Bambino coi Santi Bernardino da Siena, Antonio da Padova, Francesco di Paola - Collegiata di San Bartolomeo, Busseto.
- Madonna col Bimbo e San Pasquale Baylon - Chiesa di Santa Maria degli angeli, Busseto.
- San Giovanni Francesco Regis - Chiesa di Sant'Ignazio, Busseto.
- L'Immacolata - Chiesa di San Vigilio, Samboseto.
- Pala d'altare con "Assunzione" - Chiesa Parrocchiale, San Quintino.
- Sogno di San Giuseppe e Madonna con Bambino - Chiesa di San Bartolomeo, Roccabianca.
- Angelo e Sant'Antonio da Padova - Chiesa di San Bartolomeo, Roccabianca.